# Манастир Старчева Горица
Манастир Старчева Горица је мушки манастир на Скадарском језеру из времена Балшића 1378. Оснивач старац Макарије, исихаста и угледни духовник онога времена.
Старешина манастира је архимандрит Григорије (Миленковић), са братством на челу од 16. фебруара 1994. године.

## Историја
Манастир Успенија Пресвете Богородице или манастир Старчево, како је одомаћени назив, налази се на Старчевој Горици, острву поред западне обале Скадарског језера. Манастир на Страчевој горици, односно Горици Старца Макарија, бивши метох манастира Хиландара, подигнут је, односно обновљен седамдесетих година 14 вијека. Највјероватније да је изграђен између 1376. и 1378, у вријеме владавине Ђурђа I Балшића и да му је ктитор био тада већ познати Старац Макарије, исихаста и угледни духовник онога времена, јер одмах добија име „Горица Светога старца Макарија“, а касније Старчево или Старчева горица. Пролог писан седамдесетих година 14. вијека са записом “ У Горици Светога старца Макарија в дни благочестиваго господина Балше и христољубиваго господина Ђурђа Балшића“, данас се налази у Државној библиотеци у Берлину. Велико Четворојеванђеље које је некада припадало владици Стефану, а сада је у библиотеци Маркијана у Венецији садржи запис „сије јевангелије Старчеви Горице“. Старчево се помиње и у турским пописима крајем 15. и 16. вијеку и код Марјана Болице. Вицко Вуковић је испунио жељу свога оца Божидара Вуковића да буде сахрањен у овој светој обитељи. За манастир је везан и спис Горички зборник.

## Садашњост
Сачувани остаци манастирских просторија и утврђења упућују на његов изванредан значај и архитектонске специфичности у облику и начину градње. Био је опасан високим зидом. Имао је малу луку за прилаз са јужне стране, од које је водио озидан пут и степенице до главне капије. Од свих триконхосних цркава на Скадарском језеру старчевачка је у архитектонском погледу најједноставније и најчистије ријешена. Уз јужну страну припрате протеже се параклис, можда посвећен Вазнесењу како је то наговијестио Војвода Божидар Вуковић Подгоричанин у свом тестаменту. Током времена нестало је из сјећања којем Богородичином празнику је црква била посвећена и од 2000. празнује се Пресвета Богородица – Живоносни Источник.

## Преписивачка школа
Од оснивања и током 14. вијека био је познат као школа преписивачког и илуминаторског рада и један је од водећих међу онима на другим острвима и у приобалном дијелу Скадарског језера. Старчева горица је било једно од мјеста преписивачког рада Скрипторија Скадарског језера, поред Врањине, Бешке, Морачника, Горичана и других мјеста у приобалном дијелу језера, о чему свједоче сачувани познати рукописи са краја 14. и из 15. вијека. Преписивачки рад на Скадарском језеру одвијао се више од 100 година све до преношења престонице Црне Горе на Цетиње и до оснивања Цетињског манастира и у њему прве штампарије 90-тих година 15. вијека.

## Градитељство
Иако уз сталне борбе за опстанак, на Скадарском језеру су се нагло и успјешно развијали разноврстан умјетнички рад и градитељство. Више од једног вијека овај простор био је центар умјетничког развоја, на специфичан начин и у специфичним условима, као синтеза претходних култура, аутохтоног сензибилитета стваралаца и утицаја нових савремених култура које су се развијале у Европи. Нажалост, овај свеопшти развој и успон дуго није могао бити настављен. Једино су књига, књижевност и умјетничко занатство налазили могућности за стални развој и успон, па макар и ван њених граница.